# 10e étape du Tour de France 2014
Pour un article plus général, voir Tour de France 2014.
La 10e étape du Tour de France 2014 s'est déroulée le lundi 14 juillet 2014 entre Mulhouse et la Planche des Belles Filles.

## Parcours
Cette étape de 161,5 km part de Mulhouse et arrive à la Planche des Belles Filles. Il s'agit de la troisième et dernière étape vosgienne de ce Tour. Elle comprend sept difficultés comptant pour le Grand Prix de la montagne, dont quatre en première catégorie. Après le départ de Mulhouse, le parcours se dirige vers le nord pour trouver la première ascension, menant au col du Firstplan (722 m, 2e catégorie, 8,3 km de montée à 5,4 %). Après la descente, les coureurs passent à Gunsbach où se trouve le sprint intermédiaire de Muhlele, puis à Munster. Le Petit Ballon est ensuite gravi (1 163 m, 1re catégorie, 9,3 km à 8,1 %), immédiatement suivi par le col du Platzerwasel (1 193 m, 1re catégorie, 7,1 km à 8,4 %) qui mène à la route des Crêtes suivie jusqu'au Markstein. La descente du Markstein amène le peloton à Kruth. La difficulté suivante mène au col d'Oderen (884 m, 2e catégorie, 6,7 km à 6,1 %), qui marque le passage du département du Haut-Rhin à celui des Vosges. Vingt-deux kilomètres plus loin, au col des Croix (679 m, 3e catégorie, 3,2 km à 6,2 %), la course entre dans la Haute-Saône. Les deux dernières ascensions de première catégorie se trouvent dans les trente derniers kilomètres : le col des Chevrères (914 m, 3,5 km à 9,5 %) puis La Planche des Belles Filles (5,9 km à 8,5 %), où se juge l'arrivée, à 1 035 mètres d'altitude. Le directeur du Tour de France Christian Prudhomme juge que cette étape est « la plus dure étape de moyenne montagne de l'histoire ».

## Déroulement de la course
Une échappée se forme avec notamment Joaquim Rodríguez et Thomas Voeckler qui se livrent une bataille aux points à chaque ascension. C'est finalement Joaquim Rodríguez qui endossera le maillot à pois à l'arrivée. Dans cette échappée figure aussi Michał Kwiatkowski, emmené par son coéquipier Tony Martin. L'équipe Astana de Vincenzo Nibali ne laisse que peu de temps d'avance à ce groupe. Au Petit Ballon, avant l'ascension du Platzerwasel, Alberto Contador chute puis abandonne une demi-heure plus tard, souffrant d'une fracture au tibia. Dans la dernière difficulté du jour, Vincenzo Nibali attaque et rattrape les échappés, notamment Rodríguez, parti seul. Il attaque de nouveau pour pouvoir remporter cette étape en solitaire et ainsi endosser une nouvelle fois le maillot jaune.
Ayant réussi la dernière ascension, Romain Bardet, Thibaut Pinot et Jean-Christophe Péraud montent respectivement aux 4e, 6e et 8e places du classement général. Bardet endosse le maillot blanc perdu par Kwiatkowski. Pour les six premiers, le classement de l'étape préfigure le classement final du Tour 2014, dans un ordre différent.

## Résultats

### Classement de l'étape
| Classement de la 10e étape | Classement de la 10e étape | Classement de la 10e étape | Classement de la 10e étape | Classement de la 10e étape |
|                            | Coureur                    | Pays                       | Équipe                     | Temps                      |
| -------------------------- | -------------------------- | -------------------------- | -------------------------- | -------------------------- |
| 1er                        | Vincenzo Nibali            | Italie                     | Astana                     | en 4 h 27 min 26 s         |
| 2e                         | Thibaut Pinot              | France                     | FDJ.fr                     | + 15 s                     |
| 3e                         | Alejandro Valverde         | Espagne                    | Movistar                   | + 20 s                     |
| 4e                         | Jean-Christophe Péraud     | France                     | AG2R La Mondiale           | + 20 s                     |
| 5e                         | Romain Bardet              | France                     | AG2R La Mondiale           | + 22 s                     |
| 6e                         | Tejay van Garderen         | États-Unis                 | BMC Racing                 | + 22 s                     |
| 7e                         | Richie Porte               | Australie                  | Sky                        | + 25 s                     |
| 8e                         | Leopold König              | Tchéquie                   | NetApp-Endura              | + 50 s                     |
| 9e                         | Joaquim Rodríguez          | Espagne                    | Katusha                    | + 52 s                     |
| 10e                        | Mikel Nieve                | Espagne                    | Sky                        | + 54 s                     |
| modifier                   |                            |                            |                            |                            |

### Points attribués
| Sprint intermédiaire de Muhlele (km 39,5) | Sprint intermédiaire de Muhlele (km 39,5) | Sprint intermédiaire de Muhlele (km 39,5) | Sprint intermédiaire de Muhlele (km 39,5) | Sprint intermédiaire de Muhlele (km 39,5) |
| ----------------------------------------- | ----------------------------------------- | ----------------------------------------- | ----------------------------------------- | ----------------------------------------- |
|                                           | Coureur                                   | Pays                                      | Équipe                                    | Point(s)                                  |
| 1er                                       | Peter Sagan                               | Slovaquie                                 | Cannondale                                | 20                                        |
| 2e                                        | Lieuwe Westra                             | Pays-Bas                                  | Astana                                    | 17                                        |
| 3e                                        | Christophe Riblon                         | France                                    | AG2R La Mondiale                          | 15                                        |
| 4e                                        | Markel Irizar                             | Espagne                                   | Trek Factory Racing                       | 13                                        |
| 5e                                        | Thomas Voeckler                           | France                                    | Europcar                                  | 11                                        |
| 6e                                        | Amaël Moinard                             | France                                    | BMC Racing                                | 10                                        |
| 7e                                        | Joaquim Rodríguez                         | Espagne                                   | Katusha                                   | 9                                         |
| 8e                                        | Giovanni Visconti                         | Italie                                    | Movistar                                  | 8                                         |
| 9e                                        | Arnaud Gérard                             | France                                    | Bretagne-Séché Environnement              | 7                                         |
| 10e                                       | Jan Bárta                                 | Tchéquie                                  | NetApp-Endura                             | 6                                         |
| 11e                                       | Tony Martin                               | Allemagne                                 | Omega Pharma-Quick Step                   | 5                                         |
| 12e                                       | Reto Hollenstein                          | Suisse                                    | IAM                                       | 4                                         |
| 13e                                       | Marcel Wyss                               | Suisse                                    | IAM                                       | 3                                         |
| 14e                                       | Michał Kwiatkowski                        | Pologne                                   | Omega Pharma-Quick Step                   | 2                                         |
| 15e                                       | Rein Taaramäe                             | Estonie                                   | Cofidis                                   | 1                                         |
| modifier                                  |                                           |                                           |                                           |                                           |

| Classement de l'étape | Classement de l'étape  | Classement de l'étape | Classement de l'étape | Classement de l'étape |
| --------------------- | ---------------------- | --------------------- | --------------------- | --------------------- |
|                       | Coureur                | Pays                  | Équipe                | Point(s)              |
| 1er                   | Vincenzo Nibali        | Italie                | Astana                | 20                    |
| 2e                    | Thibaut Pinot          | France                | FDJ.fr                | 17                    |
| 3e                    | Alejandro Valverde     | Espagne               | Movistar              | 15                    |
| 4e                    | Jean-Christophe Péraud | France                | AG2R La Mondiale      | 13                    |
| 5e                    | Romain Bardet          | France                | AG2R La Mondiale      | 11                    |
| 6e                    | Tejay van Garderen     | États-Unis            | BMC Racing            | 10                    |
| 7e                    | Richie Porte           | Australie             | Sky                   | 9                     |
| 8e                    | Leopold König          | Tchéquie              | NetApp-Endura         | 8                     |
| 9e                    | Joaquim Rodríguez      | Espagne               | Katusha               | 7                     |
| 10e                   | Mikel Nieve            | Espagne               | Sky                   | 6                     |
| 11e                   | Daniel Navarro         | Espagne               | Cofidis               | 5                     |
| 12e                   | Bauke Mollema          | Pays-Bas              | Belkin                | 4                     |
| 13e                   | Rui Costa              | Portugal              | Lampre-Merida         | 3                     |
| 14e                   | John Gadret            | France                | Movistar              | 2                     |
| 15e                   | Haimar Zubeldia        | Espagne               | Movistar              | 1                     |
| modifier              |                        |                       |                       |                       |

### Cols et côtes
| Col du Firstplan (km 30,5) 2e catégorie | Col du Firstplan (km 30,5) 2e catégorie | Col du Firstplan (km 30,5) 2e catégorie | Col du Firstplan (km 30,5) 2e catégorie | Col du Firstplan (km 30,5) 2e catégorie |
| --------------------------------------- | --------------------------------------- | --------------------------------------- | --------------------------------------- | --------------------------------------- |
|                                         | Coureur                                 | Pays                                    | Équipe                                  | Point(s)                                |
| 1er                                     | Thomas Voeckler                         | France                                  | Europcar                                | 5                                       |
| 2e                                      | Joaquim Rodríguez                       | Espagne                                 | Katusha                                 | 3                                       |
| 3e                                      | Peter Sagan                             | Slovaquie                               | Cannondale                              | 2                                       |
| 4e                                      | Christophe Riblon                       | France                                  | AG2R La Mondiale                        | 1                                       |
| modifier                                |                                         |                                         |                                         |                                         |

| Petit Ballon (km 54,5) 1re catégorie | Petit Ballon (km 54,5) 1re catégorie | Petit Ballon (km 54,5) 1re catégorie | Petit Ballon (km 54,5) 1re catégorie | Petit Ballon (km 54,5) 1re catégorie |
| ------------------------------------ | ------------------------------------ | ------------------------------------ | ------------------------------------ | ------------------------------------ |
|                                      | Coureur                              | Pays                                 | Équipe                               | Point(s)                             |
| 1er                                  | Joaquim Rodríguez                    | Espagne                              | Katusha                              | 10                                   |
| 2e                                   | Thomas Voeckler                      | France                               | Europcar                             | 8                                    |
| 3e                                   | Amaël Moinard                        | France                               | BMC Racing                           | 6                                    |
| 4e                                   | Lieuwe Westra                        | Pays-Bas                             | Astana                               | 4                                    |
| 5e                                   | Giovanni Visconti                    | Italie                               | Movistar                             | 2                                    |
| 6e                                   | Christophe Riblon                    | France                               | AG2R La Mondiale                     | 1                                    |
| modifier                             |                                      |                                      |                                      |                                      |

| Col du Platzerwasel (km 71,5) 1re catégorie | Col du Platzerwasel (km 71,5) 1re catégorie | Col du Platzerwasel (km 71,5) 1re catégorie | Col du Platzerwasel (km 71,5) 1re catégorie | Col du Platzerwasel (km 71,5) 1re catégorie |
| ------------------------------------------- | ------------------------------------------- | ------------------------------------------- | ------------------------------------------- | ------------------------------------------- |
|                                             | Coureur                                     | Pays                                        | Équipe                                      | Point(s)                                    |
| 1er                                         | Joaquim Rodríguez                           | Espagne                                     | Katusha                                     | 10                                          |
| 2e                                          | Thomas Voeckler                             | France                                      | Europcar                                    | 8                                           |
| 3e                                          | Tony Martin                                 | Allemagne                                   | Omega Pharma-Quick Step                     | 6                                           |
| 4e                                          | Michał Kwiatkowski                          | Pologne                                     | Omega Pharma-Quick Step                     | 4                                           |
| 5e                                          | Giovanni Visconti                           | Italie                                      | Movistar                                    | 2                                           |
| 6e                                          | Rein Taaramäe                               | Estonie                                     | Cofidis                                     | 1                                           |
| modifier                                    |                                             |                                             |                                             |                                             |

| Col d'Oderen (km 103,5) 2e catégorie | Col d'Oderen (km 103,5) 2e catégorie | Col d'Oderen (km 103,5) 2e catégorie | Col d'Oderen (km 103,5) 2e catégorie | Col d'Oderen (km 103,5) 2e catégorie |
| ------------------------------------ | ------------------------------------ | ------------------------------------ | ------------------------------------ | ------------------------------------ |
|                                      | Coureur                              | Pays                                 | Équipe                               | Point(s)                             |
| 1er                                  | Joaquim Rodríguez                    | Espagne                              | Katusha                              | 5                                    |
| 2e                                   | Thomas Voeckler                      | France                               | Europcar                             | 3                                    |
| 3e                                   | Tony Martin                          | Allemagne                            | Omega Pharma-Quick Step              | 2                                    |
| 4e                                   | Michał Kwiatkowski                   | Pologne                              | Omega Pharma-Quick Step              | 1                                    |
| modifier                             |                                      |                                      |                                      |                                      |

| Col des Croix (km 125,5) 3e catégorie | Col des Croix (km 125,5) 3e catégorie | Col des Croix (km 125,5) 3e catégorie | Col des Croix (km 125,5) 3e catégorie | Col des Croix (km 125,5) 3e catégorie |
| ------------------------------------- | ------------------------------------- | ------------------------------------- | ------------------------------------- | ------------------------------------- |
|                                       | Coureur                               | Pays                                  | Équipe                                | Point(s)                              |
| 1er                                   | Joaquim Rodríguez                     | Espagne                               | Katusha                               | 2                                     |
| 2e                                    | Thomas Voeckler                       | France                                | Europcar                              | 1                                     |
| modifier                              |                                       |                                       |                                       |                                       |

| Col des Chevrères (km 143,5) 1re catégorie | Col des Chevrères (km 143,5) 1re catégorie | Col des Chevrères (km 143,5) 1re catégorie | Col des Chevrères (km 143,5) 1re catégorie | Col des Chevrères (km 143,5) 1re catégorie |
| ------------------------------------------ | ------------------------------------------ | ------------------------------------------ | ------------------------------------------ | ------------------------------------------ |
|                                            | Coureur                                    | Pays                                       | Équipe                                     | Point(s)                                   |
| 1er                                        | Joaquim Rodríguez                          | Espagne                                    | Katusha                                    | 10                                         |
| 2e                                         | Giovanni Visconti                          | Italie                                     | Movistar                                   | 8                                          |
| 3e                                         | Michał Kwiatkowski                         | Pologne                                    | Omega Pharma-Quick Step                    | 6                                          |
| 4e                                         | Amaël Moinard                              | France                                     | BMC Racing                                 | 4                                          |
| 5e                                         | Christophe Riblon                          | France                                     | AG2R La Mondiale                           | 2                                          |
| 6e                                         | Thomas Voeckler                            | France                                     | Europcar                                   | 1                                          |
| modifier                                   |                                            |                                            |                                            |                                            |

| \| Planche des Belles Filles (km 161,5) 1re catégorie \| Planche des Belles Filles (km 161,5) 1re catégorie \| Planche des Belles Filles (km 161,5) 1re catégorie \| Planche des Belles Filles (km 161,5) 1re catégorie \| Planche des Belles Filles (km 161,5) 1re catégorie \| \| -------------------------------------------------- \| -------------------------------------------------- \| -------------------------------------------------- \| -------------------------------------------------- \| -------------------------------------------------- \| \| \| Coureur \| Pays \| Équipe \| Point(s) \| \| 1er \| Vincenzo Nibali \| Italie \| Astana \| 20 \| \| 2e \| Thibaut Pinot \| France \| FDJ.fr \| 16 \| \| 3e \| Alejandro Valverde \| Espagne \| Movistar \| 12 \| \| 4e \| Jean-Christophe Péraud \| France \| AG2R La Mondiale \| 8 \| \| 5e \| Romain Bardet \| France \| AG2R La Mondiale \| 4 \| \| 6e \| Tejay van Garderen \| États-Unis \| BMC Racing \| 2 \| \| modifier \| \| \| \| \| |                        |            |                  |          |
| Planche des Belles Filles (km 161,5) 1re catégorie |                        |            |                  |          |
| | Coureur                | Pays       | Équipe           | Point(s) |
| 1er | Vincenzo Nibali        | Italie     | Astana           | 20       |
| 2e | Thibaut Pinot          | France     | FDJ.fr           | 16       |
| 3e | Alejandro Valverde     | Espagne    | Movistar         | 12       |
| 4e | Jean-Christophe Péraud | France     | AG2R La Mondiale | 8        |
| 5e | Romain Bardet          | France     | AG2R La Mondiale | 4        |
| 6e | Tejay van Garderen     | États-Unis | BMC Racing       | 2        |
| modifier |                        |            |                  |          |

## Classements à l'issue de l'étape

### Classement général
| Classement général | Classement général     | Classement général | Classement général | Classement général  |
|                    | Coureur                | Pays               | Équipe             | Temps               |
| ------------------ | ---------------------- | ------------------ | ------------------ | ------------------- |
| 1er                | Vincenzo Nibali        | Italie             | Astana             | en 42 h 33 min 38 s |
| 2e                 | Richie Porte           | Australie          | Sky                | + 2 min 23 s        |
| 3e                 | Alejandro Valverde     | Espagne            | Movistar           | + 2 min 47 s        |
| 4e                 | Romain Bardet          | France             | AG2R La Mondiale   | + 3 min 1 s         |
| 5e                 | Tony Gallopin          | France             | Lotto-Belisol      | + 3 min 12 s        |
| 6e                 | Thibaut Pinot          | France             | FDJ.fr             | + 3 min 47 s        |
| 7e                 | Tejay van Garderen     | États-Unis         | BMC Racing         | + 3 min 56 s        |
| 8e                 | Jean-Christophe Péraud | France             | AG2R La Mondiale   | + 3 min 57 s        |
| 9e                 | Rui Costa              | Portugal           | Lampre-Merida      | + 3 min 58 s        |
| 10e                | Bauke Mollema          | Pays-Bas           | Belkin             | + 4 min 8 s         |
| modifier           |                        |                    |                    |                     |

### Classement par points
| Classement par points | Classement par points | Classement par points | Classement par points | Classement par points |
| --------------------- | --------------------- | --------------------- | --------------------- | --------------------- |
|                       | Coureur               | Pays                  | Équipe                | Point(s)              |
| 1er                   | Peter Sagan           | Slovaquie             | Cannondale            | 287 points            |
| 2e                    | Bryan Coquard         | France                | Europcar              | 156 pts               |
| 3e                    | Marcel Kittel         | Allemagne             | Giant-Shimano         | 146 pts               |
| modifier              |                       |                       |                       |                       |

### Classement du meilleur grimpeur
| Classement du meilleur grimpeur | Classement du meilleur grimpeur | Classement du meilleur grimpeur | Classement du meilleur grimpeur | Classement du meilleur grimpeur |
| ------------------------------- | ------------------------------- | ------------------------------- | ------------------------------- | ------------------------------- |
|                                 | Coureur                         | Pays                            | Équipe                          | Point(s)                        |
| 1er                             | Joaquim Rodríguez               | Espagne                         | Katusha                         | 51 points                       |
| 2e                              | Thomas Voeckler                 | France                          | Europcar                        | 34 pts                          |
| 3e                              | Tony Martin                     | Allemagne                       | Omega Pharma-Quick Step         | 26 pts                          |
| modifier                        |                                 |                                 |                                 |                                 |

### Classement du meilleur jeune
| Classement général du meilleur jeune | Classement général du meilleur jeune | Classement général du meilleur jeune | Classement général du meilleur jeune | Classement général du meilleur jeune |
|                                      | Coureur                              | Pays                                 | Équipe                               | Temps                                |
| ------------------------------------ | ------------------------------------ | ------------------------------------ | ------------------------------------ | ------------------------------------ |
| 1er                                  | Romain Bardet                        | France                               | AG2R La Mondiale                     | en 42 h 36 min 39 s                  |
| 2e                                   | Thibaut Pinot                        | France                               | FDJ.fr                               | + 46 s                               |
| 3e                                   | Michał Kwiatkowski                   | Pologne                              | Omega Pharma-Quick Step              | + 1 min 38 s                         |
| modifier                             |                                      |                                      |                                      |                                      |

### Classement par équipes
| Classement par équipes | Classement par équipes | Classement par équipes | Classement par équipes |
|                        | Équipe                 | Pays                   | Temps                  |
| ---------------------- | ---------------------- | ---------------------- | ---------------------- |
| 1re                    | AG2R La Mondiale       | France                 | en 127 h 48 min 28 s   |
| 2e                     | Astana                 | Kazakhstan             | + 3 min 19 s           |
| 3e                     | Belkin                 | Pays-Bas               | + 4 min 25 s           |
| modifier               |                        |                        |                        |

## Abandons
- Alberto Contador (Tinkoff-Saxo) : abandon sur chute
- Mathew Hayman (Orica-GreenEDGE) : abandon
- Ted King (Cannondale) : abandon